# Phenacoccus megaulus
Phenacoccus megaulus är en insektsart som beskrevs av Mckenzie 1967. Phenacoccus megaulus ingår i släktet Phenacoccus och familjen ullsköldlöss. Inga underarter finns listade i Catalogue of Life.